# Marynata (konserwa)

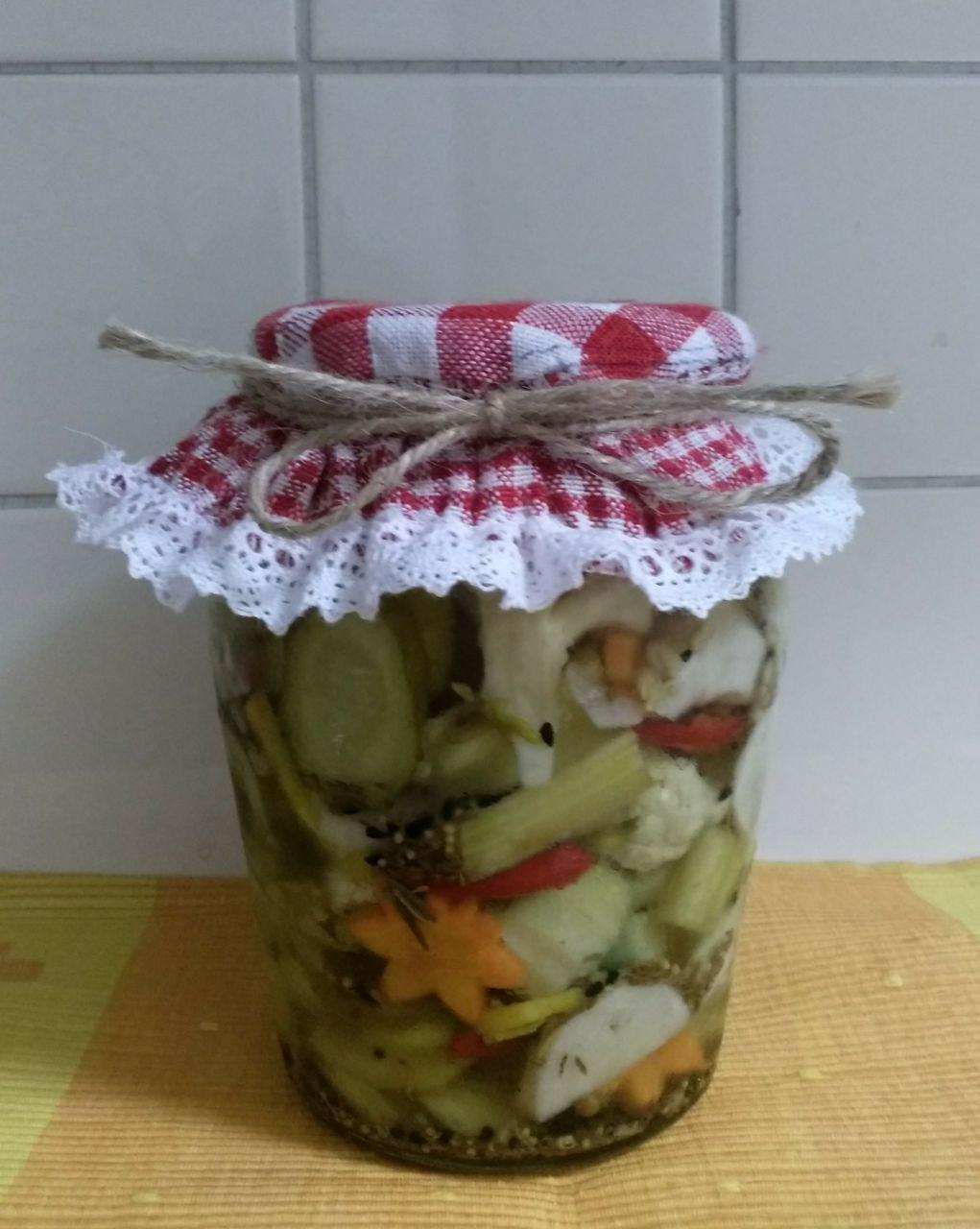
Marynata warzywna

Marynaty – duża grupa przetworów owocowych i warzywnych utrwalonych wskutek dodania kwasów organicznych bez wcześniejszej fermentacji oraz dodatku aromatycznych przypraw. Jako zalewa najczęściej stosowany jest kwas octowy, rzadziej cytrynowy, jabłkowy, winny. Maksymalna kwasowość marynat wynosi 2%. Marynaty najczęściej są pasteryzowane, ponieważ zawartość kwasów nie jest wystarczająca do utrwalenia produktu. Zob. też: konserwacja żywności.
Marynatą nazywa się też zalewę służącą do przygotowania takiego przetworu.

## Podział marynat
Ze względu na kwasowość marynaty dzieli się na:
- słabo kwaśne, łagodne - 0,5 - 0,8% kwasu octowego,
- kwaśne - 0,8 - 1,2% kwasu octowego,
- silnie kwaśne, ostre - 1,2 do 2% kwasu octowego.

## Marynaty owocowe
Marynaty owocowe przygotowuje się ze śliwek, wiśni, czereśni, gruszek i innych owoców. Jako przyprawę dodaje się: liść laurowy, goździki, cynamon, ziele angielskie, pieprz czarny, imbir.

## Marynaty warzywne
Marynaty warzywne przygotowywane są z: ogórków całych, krajanych (pikle), młodych niewyrośniętych ogórków (korniszony), buraków ćwikłowych, chrzanu, dyni, zielonych pomidorów. Jako przyprawę dodaje się: liść laurowy, goździki, cynamon, ziele angielskie, pieprz czarny, imbir, a także cebulę, korzenie chrzanu, liście czarnej porzeczki, czosnek, estragon, paprykę, nać pietruszki i selera, nasiona kminku, kopru, kminku i inne. Marynuje się też kwiaty